# آدي إل. وايت
آدي إل. وايت (بالإنجليزية: Addie L. Wyatt)‏ هي نقابية أمريكية، ولدت في 8 مارس 1924 في بروكهافن في الولايات المتحدة، وتوفيت في 28 مارس 2012 في شيكاغو في الولايات المتحدة.